# Тана (остров)
 Тази статия е за полинезийския остров Тана.  За езерото Тана в Африка, от което извира Сини Нил, вижте Тана (езеро).  За филма вижте Тана (филм).
Тана (на езика Бислама Tanna) е остров в Тихи океан разположен южно от остров Ероманга с площ 555 км2. Съгласно административното деление на Република Вануату островът е включен в провинция Тафеа. Главният град е Ленакел, а близкият Исангел е официалният административен център. Със своята възраст от около 1 млн. години, Тана се счита за един от най-младите острови в Океания.

## История
Капитан Джеймс Кук е първият европеец стъпил на брега на Тана. През август 1774 г. неговият кораб „Resolution“ акостирал в малко заливче, който впоследствие Кук нарекъл Порт Резолюшън.

## География
Ландшафтът на Тана представлява колоритна смес от савани, вековни гори, зелени равнини и сурови планини. В северозападната част на острова се намират покритите с поляни Средни хребети, централната е заета от богата на плодородни вулканични почви селскостопанска област.
Главна забележителност на Тана е постоянно действащият вулкан Ясур – най-големият вулкан на Вануату и най-леснодостъпният вулкан на Земята. Вулканичният конус достига 362 м. височина, а ширината му е повече от 5 км. Най-активен е в периода между февруари – април. В околностите на вулкана извират множество минерални извори с високо съдържание на сяра. В близост е и „изчезващото езеро“ Исиви, почти напълно унищожено от едно от изригванията на Ясур.
Пясъчните плажове на заливите Тартъл Бей, Шарк Бей и Порт Резолюшън, минералните води на изворите, многочислени водопади, фолклорното село Кастом, дори и яхтклубът Нипикинаму привличат целогодишно туристите на остров Тана.

## Икономика
Икономиката на Тана се базира преди всичко върху селското стопанство и туризма. На острова са разположени повече бунгала и пансиони в сравнение с другите острови на страната. Плодородните почви са подходящи за отглеждането на плодове, зеленчуци, кокосови орехи и кафе, а високите добиви позволяват износ. Островът е трети по селско стопанство в архипелага.

## Население
Това е най-населеният остров на територията на Вануату с население около 20 хил. жители.

## Култура
Тана е дом на едни от най-самобитните племена на архипелага. Местна легенда разказва, че някога Тана била единственото късче земя във Вселената, но бог Махдикдик взел почва от склона на Ясур и я поръсил по всички страни на света. Така били създадени Земята и континентите, а разлетялата се по волята на ветровете почва образувала всички тихоокеански острови.
Днес, въпреки многовековното европейско влияние, 20 хил. жители на острова са съхранили голяма част от своите традиции и култура. Те не признават съвременната система на образование и живеят съгласно завета на предците си. Носят традиционни одежди от треви и кожи. Няколко пъти в годината устройват празненства, дошли до наши дни от Полинезия и Малайзия, без да се променят. Племената се управляват от племенни вождове, а законите се променят от "съвета на вождовете”. Обредите и ритуалите на местните жители са толкова своеобразни, че много учени даже говорят за „култура на Тана“